# Jósa Péter
Nagybányai Jósa Péter (Nagykálló, 1804. február 22. – Napkor, 1874. július 1.) főispán, ítélőtáblai ülnök.

## Életútja
Atyja Jósa István megyei főorvos volt. Jósa iskoláit Egerben és Debrecenben végezte. 1830 körül Lajcsák Ferenc nagyváradi püspök prefektusa lett. Bihar vármegyében a konzervatív párt vezérszónoka, s 1846-ban a királyi ítélő tábla ülnöke volt. Mint ókonzervatív 1848-49-ben nagyszántói birtokára vonult vissza. A szabadságharc után királyi biztos, később Bihar vármegyei főispán és 1851-ben a bécsi legfőbb semmítőszék magyar osztályánál bíró lett. 1854-ben a politikai pályáról végképp visszalépett. Meghalt 1874-ben birtokán Napkoron (Szabolcs megye).
Seneca műveit fordította magyarra, mely kéziratban fia birtokában volt. Fia Jósa András régész, orvos, antropológus.